# Guido Rodríguez
Guido Rodríguez (Sáenz Peña, 12 de abril de 1994) es un futbolista argentino que juega de centrocampista en el West Ham United F. C. de la Premier League.

## Trayectoria

### River Plate
Fue convocado por Ramón Díaz para disputar una serie de partidos amistosos en el norte argentino en enero de 2014.
Su debut no oficial se produjo el 5 de febrero de 2014 frente a la Selección de la Provincia de San Luis, en un amistoso jugado en el Estadio Juan Gilberto Funes, ingresando al comienzo del complemento en reemplazo de Cristian Ledesma, encuentro que finalizaría 3-1 a favor del elenco millonario.
Su debut oficial se produjo el 9 de octubre de 2014 en el Estadio San Juan del Bicentenario contra Rosario Central por los cuartos de final de Copa Argentina, partido que terminaría empatado 0-0 y con posterior definición por penales a favor del equipo rosarino por 4-5.
Unos días después jugaría por primera vez en la primera división, en la victoria de su equipo por 1-0 frente a Newell's Old Boys correspondiente a la undécima fecha del Torneo Transición.
Su primer gol con esta camiseta se dio el 18 de julio de 2015 en la victoria del Millonario 5 a 1 frente al Atlético Rafaela, marcando el último tanto a los 39 minutos del segundo tiempo.

### Defensa y Justicia
Con la llegada de nuevas incorporaciones al mediocampo del club de Núñez, Guido quedó relegado como cuarta opción para el entrenador. Por esto, el centrocampista acordó su incorporación a Defensa y Justicia en calidad de cedido a principios del año 2016, con el objetivo de adquirir mayor continuidad futbolística. Firmó un contrato por seis meses, tiempo que le bastó para ganarse la titularidad indiscutida en el equipo.

### Club Tijuana
Tras seis meses en Defensa, y al no ser considerado por el River Plate, Rodríguez es transferido al Club Tijuana en agosto de 2016, donde jugaría 42 partidos y marcaría 5 goles, siendo pieza clave del equipo.

### Club América

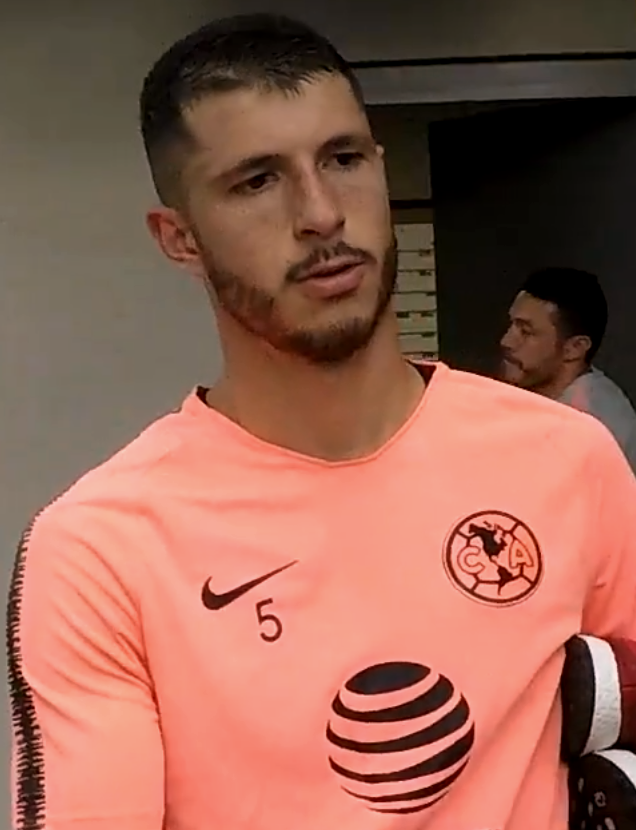
Rodríguez con el América en 2018.

El 7 de junio de 2017, durante el draft anual del fútbol mexicano, se confirma su traspaso del Club Tijuana al Club América dirigido por Miguel Herrera, por una suma cercana a los 7 millones de dólares. El 16 de diciembre de 2018 se consagra campeón de la Liga MX al vencer 2-0 al Cruz Azul en el Estadio Azteca. El 30 de diciembre del 2018 fue nombrado como "el mejor jugador de la Liga MX" durante el torneo Apertura 2018. Con el equipo mexicano disputó 123 partidos y anotó 12 goles.

### Real Betis
El 14 de enero de 2020 se confirmó su fichaje por el Real Betis de España, a cambio de una suma de aproximadamente USD 8 millones, conservando el América el 20% de su ficha. Poco a poco se fue haciendo un lugar en el mediocampo del Betis, jugando sus primeros partidos como titular en febrero de 2020.El 30 de junio de 2024 terminó su contrato con el conjunto bético. .

### West Ham United
El 6 de agosto de 2024 se confirma su fichaje por el West Ham United F. C., teniendo su primera experiencia en Premier League.

## Selección nacional
Recibió su primera convocatoria a la selección argentina en junio de 2017 para disputar los partidos de ese mes ante Brasil (1-0) y Singapur (6-0). El jugador realizó su debut con la casaca albiceleste en el encuentro ante la canarinha, donde ingresó a los 68 minutos del complemento por Paulo Dybala. Posteriormente fue citado en marzo de 2019 por Lionel Scaloni para la doble fecha FIFA contra Venezuela (1-3) y Marruecos (1-0), siendo alineado como titular frente al elenco africano. El 15 de mayo sería incluido en la lista de 40 preconvocados para disputar la Copa América 2019 con Argentina, su presencia confirmándose el 21 de ese mes.
Fue convocado para la Copa América 2021, anotando el único gol de la victoria por 1-0 frente a la selección de Uruguay en la fase de grupos. Posteriormente, se consagraría campeón de la Copa América 2021, título que no alzaba la Selección de Argentina desde 1993.

#### Participaciones en Copas del Mundo
| Mundial           | Sede  | Resultado | Partidos | Goles |
| ----------------- | ----- | --------- | -------- | ----- |
| Copa Mundial 2022 | Catar | Campeón   | 2        | 0     |

#### Participaciones en Copas América
| Torneo            | Sede           | Resultado    | Partidos | Goles |
| ----------------- | -------------- | ------------ | -------- | ----- |
| Copa América 2019 | Brasil         | Tercer lugar | 3        | 0     |
| Copa América 2021 | Brasil         | Campeón      | 6        | 1     |
| Copa América 2024 | Estados Unidos | Campeón      | 1        | 0     |

#### Participaciones en Copa de Campeones Conmebol-UEFA
| Torneo                               | Sede       | Resultado | Partidos | Goles |
| ------------------------------------ | ---------- | --------- | -------- | ----- |
| Copa de Campeones Conmebol-UEFA 2022 | Inglaterra | Campeón   | 1        | 0     |

#### Goles internacionales
| # | Fecha               | Lugar                                             | Rival   | Gol   | Resultado | Competición       |
| - | ------------------- | ------------------------------------------------- | ------- | ----- | --------- | ----------------- |
| 1 | 18 de junio de 2021 | Estadio Nacional Mané Garrincha, Brasilia, Brasil | Uruguay | 1 - 0 | 1 - 0     | Copa América 2021 |

## Estadísticas

### Clubes
Actualizado al último partido disputado el 26 de mayo de 2025.
| C. A. River Plate Argentina | 1.ª           | 2014          | 7   | 0  | 1  | 0 | 0  | 0 | 8   | 0  |
| C. A. River Plate Argentina | 1.ª           | 2015          | 9   | 1  | 1  | 0 | 0  | 0 | 10  | 1  |
| C. A. River Plate Argentina | Total club    | Total club    | 16  | 1  | 2  | 0 | 0  | 0 | 18  | 1  |
| C. S y D. Defensa y Justicia Argentina | 1.ª           | 2016          | 15  | 0  | 1  | 0 | —  | — | 16  | 0  |
| C. S y D. Defensa y Justicia Argentina | Total club    | Total club    | 15  | 0  | 1  | 0 | 0  | 0 | 16  | 0  |
| Club Tijuana · México | 1.ª           | 2016-17       | 39  | 5  | 3  | 0 | —  | — | 42  | 5  |
| Club Tijuana · México | Total club    | Total club    | 39  | 5  | 3  | 0 | 0  | 0 | 42  | 5  |
| Club América · México | 1.ª           | 2017-18       | 37  | 1  | 7  | 0 | 4  | 0 | 48  | 1  |
| Club América · México | 1.ª           | 2018-19       | 44  | 8  | 7  | 0 | —  | — | 51  | 8  |
| Club América · México | 1.ª           | 2019-20       | 22  | 3  | 0  | 0 | 2  | 0 | 24  | 3  |
| Club América · México | Total club    | Total club    | 103 | 12 | 14 | 0 | 6  | 0 | 123 | 12 |
| Real Betis Balompié · España | 1.ª           | 2019-20       | 14  | 1  | 1  | 0 | —  | — | 15  | 1  |
| Real Betis Balompié · España | 1.ª           | 2020-21       | 35  | 1  | 3  | 1 | —  | — | 38  | 2  |
| Real Betis Balompié · España | 1.ª           | 2021-22       | 32  | 1  | 5  | 0 | 9  | 1 | 46  | 2  |
| Real Betis Balompié · España | 1.ª           | 2022-23       | 34  | 1  | 3  | 0 | 7  | 1 | 44  | 2  |
| Real Betis Balompié · España | 1.ª           | 2023-24       | 24  | 2  | 0  | 0 | 5  | 0 | 29  | 2  |
| Real Betis Balompié · España | Total club    | Total club    | 139 | 6  | 13 | 1 | 21 | 2 | 172 | 9  |
| West Ham United F. C. Inglaterra | 1.ª           | 2024-25       | 23  | 0  | 2  | 0 | —  | — | 25  | 0  |
| West Ham United F. C. Inglaterra | Total club    | Total club    | 23  | 0  | 2  | 0 | 0  | 0 | 25  | 0  |
| Total carrera | Total carrera | Total carrera | 333 | 24 | 35 | 1 | 27 | 2 | 395 | 27 |
| (1) Las copas nacionales se refiere a la Copa Argentina, Copa México y Copa del Rey. (2) Las copas internacionales se refiere a la Copa Sudamericana y Copa Libertadores de América. |               |               |     |    |    |   |    |   |     |    |

## Palmarés

### Torneos nacionales
| Título               | Club                | País   | Año  |
| -------------------- | ------------------- | ------ | ---- |
| Liga MX              | Club América        | México | 2018 |
| Copa MX              | Club América        | México | 2019 |
| Campeón de Campeones | Club América        | México | 2019 |
| Copa del Rey         | Real Betis Balompié | España | 2022 |

### Campeonatos internacionales
| Título                          | Equipo              | Sede         | Año  |
| ------------------------------- | ------------------- | ------------ | ---- |
| Copa Sudamericana               | C. A. River Plate   | Buenos Aires | 2014 |
| Recopa Sudamericana             | C. A. River Plate   | Buenos Aires | 2015 |
| Copa Libertadores               | C. A. River Plate   | Buenos Aires | 2015 |
| Copa Suruga Bank                | C. A. River Plate   | Osaka        | 2015 |
| Copa América                    | Selección Argentina | Brasil       | 2021 |
| Copa de Campeones Conmebol-UEFA | Selección Argentina | Londres      | 2022 |
| Copa Mundial de la FIFA         | Selección Argentina | Catar        | 2022 |
| Copa América                    | Selección Argentina | EEUU         | 2024 |

### Distinciones individuales
| Distinción                                             | Año     |
| ------------------------------------------------------ | ------- |
| Once Ideal de la Liga MX                               | 2016    |
| Once Ideal de la Liga MX                               | 2017    |
| Balón de Oro al Mejor Medio Defensivo de la Liga MX    | 2017    |
| Balón de Oro al Mejor Jugador del Torneo de la Liga MX | 2018    |
| Balón de Oro al Mejor Jugador de la Liga MX            | 2018-19 |